# Cliff Michael
Pour les articles homonymes, voir Michael.
Cliff Michael , né le 5 octobre 1933 et mort le 12 mai 2022, est un homme politique canadien de la Colombie-Britannique. Il est député provincial créditiste de la circonscription britanno-colombienne de Shuswap-Revelstoke de 1983 à 1991.
Candidat lors de la Course à la direction créditiste de 1986, il se retire dès le premier tour.
Il est ministre des Transports et des Autoroutes de août 1986 à novembre 1987, ministre de la Gestion des services gouvernementaux de juillet 1988 à novembre 1989 et ministre du Tourisme de novembre 1989 à avril 1991 dans le cabinet du premier ministre Bill Vander Zalm.